# Marina Kermer
Marina Angela Kermer (* 22. März 1960 in Aken (Elbe)) ist eine deutsche Diplomingenieurin, Gewerkschaftssekretärin und Politikerin (SPD). Sie gehörte von 2013 bis 2017 dem Deutschen Bundestag an.

## Leben und Beruf
Nach dem Schulbesuch in Aken, Köthen und Halle an der Saale, wo sie die Abiturprüfung bestand, studierte Kermer an der Universität Magdeburg Fertigungsprozessgestaltung in der metallverarbeitenden Industrie mit Abschluss als Diplom-Ingenieurin 1983. Sie arbeitete zunächst in ihrem Beruf, bevor sie von 1984 bis 1992 als Gewerkschaftssekretärin, zunächst für den Freien Deutschen Gewerkschaftsbund, dann von 1990 bis 1992 für die Industriegewerkschaft Bergbau und Energie, tätig war. Daran schlossen sich verschiedene Aufgaben bei der Bundesagentur für Arbeit an, bis sie 2007 die Leitung der Geschäftsführung der Agentur für Arbeit in Stendal übernahm.
Bei der Bundestagswahl 2013 erhielt sie ein Mandat über die Landesliste der SPD.

## Politik

### Partei
Marina Kermer trat im September 2012 der SPD bei, nachdem sie als Quereinsteigerin mit ihren langjährigen Erfahrungen in der Bildungs-, Wirtschafts- und Sozialpolitik SGB III, SGB II von der SPD als Kandidatin für den Bundestag vorgeschlagen wurde.

### Abgeordnete
In der 18. Legislaturperiode des Deutschen Bundestags war Kermer ordentliches Mitglied im Ausschuss für Gesundheit und stellvertretendes Mitglied im Ausschuss für Familie, Senioren, Frauen und Jugend. Parallel leitete sie in den Jahren 2015 und 2016 eines von sechs Projekten #NeueLebensqualität der SPD-Bundestagsfraktion,. Unter Beteiligung zahlreicher Experten aus Wissenschaft, Politik und Verbänden wurden im Dialog Wege für eine sozial-gerechte und präventive Gesundheitspolitik vorgeschlagen und Umsetzungsstrategien erarbeitet. Das Projekt kam 2016 erfolgreich mit einer Dokumentation zum Abschluss.
Zur Bundestagswahl 2017 kandidierte Kermer für den Landeslistenplatz vier der SPD Sachsen-Anhalt, wobei auf Grund des Wahlergebnisses nur die ersten drei in den Bundestag einrückten. Nachdem allerdings Burkhard Lischka im September 2019 aus dem Bundestag ausgeschieden ist, hätte Kermer nachrücken können, verzichtete doch aus persönlichen Gründen. Stattdessen rückte Eberhard Brecht als fünftplatzierter nach.

### Mitgliedschaften
- AWO-Parlamentarier SPD-Bundestagsfraktion
- Arbeitsgruppe Demographie SPD-Bundestagsfraktion
- Planungsgruppe des Gesprächskreises Regionale Strukturentwicklung SPD-Bundestagsfraktion
- Elbe-Gruppe der SPD-Bundestagsfraktion
- Parlamentarischen Beirat für Bevölkerung und Entwicklung
- Deutsch-Israelischen Parlamentariergruppe des Bundestages
- Parlamentariergruppe der SADC-Staaten
- Parlamentarischen Freundeskreis Berlin-Taipei
- Parlamentarischen Gruppe Binnenschifffahrt
- Arbeitsgemeinschaft der Sozialdemokratinnen und Sozialdemokraten im Gesundheitswesen (ASG) SPD LV Sachsen-Anhalt
- Arbeitsgemeinschaft für Arbeit innerhalb der SPD (AfA)